# Classique de Saint-Sébastien 2005
La 25e édition de la Classique de Saint-Sébastien a eu lieu le 13 août 2005 et a été remportée par l'Espagnol Constantino Zaballa.
La course disputée sur un parcours de 227 kilomètres est l'une des manches de l'UCI ProTour 2005.

## Classement
| #   | Coureur             | Équipe               |    | Temps           |
| --- | ------------------- | -------------------- | -- | --------------- |
| 1   | Constantino Zaballa | Saunier Duval-Prodir | en | 5 h 24 min 18 s |
| 2   | Joaquim Rodríguez   | Saunier Duval-Prodir | +  | 31 s            |
| 3   | Eddy Mazzoleni      | Lampre-Caffita       |    | 31 s            |
| 4   | Stefano Garzelli    | Liquigas-Bianchi     |    | 31 s            |
| 5   | Jon Bru             | Kaiku                |    | 31 s            |
| 6   | David Moncoutié     | Cofidis              |    | 31 s            |
| 7   | Haimar Zubeldia     | Euskaltel-Euskadi    |    | 31 s            |
| 8   | Unai Yus            | Bouygues Telecom     |    | 40 s            |
| DSQ | Non-attribué        | Cofidis              |    | 40 s            |
| 10  | Samuel Sánchez      | Euskaltel-Euskadi    |    | 43 s            |

## Points UCI
| # | Coureur              | Équipe               | Points |
| - | -------------------- | -------------------- | ------ |
| 1 | Constantino Zaballa  | Saunier Duval-Prodir | 40     |
| 2 | Joaquim Rodríguez    | Saunier Duval-Prodir | 30     |
| 3 | Eddy Mazzoleni       | Lampre-Caffita       | 25     |
| 4 | Stefano Garzelli     | Liquigas-Bianchi     | 20     |
| 5 | David Moncoutié      | Cofidis              | 11     |
| 6 | Haimar Zubeldia      | Euskaltel-Euskadi    | 7      |
| 7 | Unai Yus             | Bouygues Telecom     | 5      |
| 8 | Leonardo Bertagnolli | Cofidis              | 3      |
| 9 | Samuel Sánchez       | Euskaltel-Euskadi    | 1      |

| #  | Équipe                         | Points |
| -- | ------------------------------ | ------ |
| 1  | Saunier Duval-Prodir           | 20     |
| 2  | Cofidis                        | 19     |
| 3  | Euskaltel-Euskadi              | 18     |
| 4  | Lampre-Caffita                 | 17     |
| 5  | Domina Vacanze                 | 16     |
| 6  | Gerolsteiner                   | 15     |
| 7  | Illes Balears-Caisse d'Epargne | 14     |
| 8  | Bouygues Telecom               | 12     |
| 9  | Davitamon-Lotto                | 11     |
| 10 | Liquigas-Bianchi               | 10     |
| 11 | Liberty Seguros-Würth Team     | 9      |
| 12 | Rabobank                       | 8      |
| 13 | Team CSC                       | 7      |
| 14 | Discovery Channel              | 6      |
| 15 | Crédit agricole                | 5      |
| 16 | T-Mobile                       | 2      |
| 17 | Quick Step                     | 1      |